# Seca de Mallorca
La seca de Mallorca era un taller de moneda sota control públic on es va encunyar el numerari mallorquí.

## Origen
Té l'origen en el conveni entre l'infant Pere de Portugal i diversos particulars per a encunyar moneda (1233), molt poc després de la conquesta catalana. Aquesta emissió es va dur a terme amb l’ajuda de mestres de seca procedents d'altres zones, com la Seca Reial de Jaca. Aquest fet es va formalitzar amb un privilegi concedit per Jaume I el 1247.
Però les emissions regulars no començaren fins a l'any 1300 en que el rei Jaume II de Mallorca creà el sistema monetari mallorquí, de tradició carolíngia, basat en la lliura mallorquina com a unitat de compte, que es dividia en 20 sous i el sou en 12 diners (o bé 240 diners per lliura). El 1315 el rei Sanç I regulà el funcionament de la seca reial i Pere el Cerimoniós la confirmà el 1344.

## La despossessió del Regne de Mallorca i l'encunyació de moneda
El 1298 en retornar el Regne de Mallorca a Jaume II se li imposà que al Rosselló no podia circular altra moneda que la del Principat de Catalunya. Nogensmenys sí que s'hi podien fer encunyacions destinades només a les transaccions, sempre que no es posassin en circulació. El 1342 Pere el Cerimoniós acusà Jaume III de Mallorca d'haver donat curs legal a moneda rossellonesa. Després del pas per Perpinyà d'una comissió que va cercar proves de les encunyacions il·legals, Pere el Cerimoniós acusà de manera formal Jaume III. A l'enquesta judicial nombrosos testimonis acusaren el rei mallorquí. Més tard, un cop que Pere el Cerimoniós s'hagué apoderat del Rosselló, les acusacions prosseguiren, ara amb el testimoni dels oficials reials i diverses persones de Montpeller que també haurien encunyat moneda en aquella ciutat.
Un fet paradoxal, ja que a partir d'aquest moment, Pere el Cerimoniós va adoptar la pràctica de falsificar moneda estrangera, una activitat que contrastava amb la política monetària legal que havia seguit fins aleshores. Utilitzà tallers a Saragossa, València i Perpinyà per encunyar monedes amb dissenys castellans i francesos, obtenint beneficis d'aproximadament un 30% amb l'emissió de moneda castellana. Aquesta estratègia li hauria permès alleugerir les seves finances, sovint precàries.

## Activitat de la seca mallorquina
El mateix any de la reincorporació, Pere el Cerimoniós va ordenar l'encunyació de nous divisors de la unitat mallorquina, el ral d'or, amb l'emissió de monedes de mig ral i quart de ral. Aquesta política de producció monetària va permetre mantenir un flux adequat de numerari en el mercat local, imprescindible per a les transaccions comercials internes i amb la resta dels territoris de la Corona.
Les encunyacions de la seca de la ciutat de Mallorca seguiren de manera intermitent durant els segles següents. El 1507-1508 el rei Ferran el Catòlic amb dues reials cèdules, a instàncies dels jurats, reformà tot el sistema monetari mallorquí i reorganitzà la seca. En èpoques de crisi, com les derivades de males collites o tensions comercials, es recorria a l'encunyació de moneda per fer front a la manca de circulació monetària.
Malgrat aquesta activitat, amb l’arribada de la dinastia borbònica i l'aplicació del Decret de Nova Planta al segle XVIII, la Seca Reial de Mallorca va entrar en declivi. La política de centralització monetària impulsada pels Borbons va comportar el tancament progressiu de moltes cases de la moneda provincials. Finalment, la Seca de Mallorca va cessar definitivament la seva activitat amb la Reial Ordre del 25 d'octubre de 1787.

## Organització
La Seca Reial de Mallorca estava organitzada de manera jeràrquica, amb una clara separació entre les tasques administratives i les tècniques. Aquesta estructura reflectia les necessitats de producció monetària i estava fortament influenciada pel sistema gremial medieval. Els membres de la seca eren reconeguts amb privilegis que garantien l'estabilitat i la protecció de la institució.

### Responsables administratius
- Mestre major: Aquesta figura era el cap principal de la Seca i supervisava tot el procés de fabricació monetària. També actuava com a autoritat judicial en assumptes interns de la institució i participava en la compra de metalls necessaris. Era un càrrec prestigiós, sovint ocupat per membres de la noblesa mallorquina, i incloïa privilegis com l'exempció de certs impostos.
- Tresorer: Gestionava els recursos materials i financers de la seca, assegurant la correcta distribució dels metalls i l'administració dels instruments utilitzats en la producció. La família dels Descatlar van ocupar aquest càrrec durant segles, sota el títol honorífic de "Senyor de la Bossa d'Or".[6]
- Secretari: Es dedicava a registrar les activitats de la institució, documentant reunions i operacions. També tenia la responsabilitat d’actuar com a escriba en qüestions legals que afectaven la Seca.[5]

### Equips tècnics
- Mestre de balança: S'encarregava de verificar que les monedes tinguessin el pes adequat segons els estàndards oficials.
- Entallador de cunys: Dissenyava i gravava els motlles necessaris per a l'encunyació de les monedes.
- Assajador de metalls: Comprovava la qualitat dels metalls per assegurar-ne la puresa abans de la seva utilització.
- Encunyadors i batedors: Eren els treballadors responsables de la fabricació física de les monedes, emprant eines especialitzades i complint amb els dissenys aprovats.[5]

### Regulació i supervisió
Els estatuts de la Seca establien els drets i deures del personal, així com els criteris d'accés als oficis. Per exemple, es donava prioritat als descendents directes dels membres existents, i només en casos excepcionals es permetia l'ingrés de persones externes amb permís reial. La supervisió del procés d’encunyació era compartida amb representants locals, sovint delegats dels jurats de Mallorca, que verificaven que les monedes complissin amb les disposicions legals i garantien la confiança de les emissions.